# Хлорид гадолиния(III)
Хлорид гадолиния(III) — неорганическое соединение, 
соль гадолиния и соляной кислоты с формулой GdCl3,
бесцветные кристаллы,
растворяется в воде,
образует кристаллогидрат.

## Получение
- Растворение оксида гадолиния(III) в соляной кислоте:

{\displaystyle {\mathsf {Gd_{2}O_{3}+6HCl\ {\xrightarrow {}}\ 2GdCl_{3}+3H_{2}O}}}
- Хлорирование гадолиния:

{\displaystyle {\mathsf {2Gd+3Cl_{2}\ {\xrightarrow {200^{o}C}}\ 2GdCl_{3}}}}
- Хлорирование оксалата гадолиния(III):

{\displaystyle {\mathsf {Gd_{2}(C_{2}O_{4})_{3}+3Cl_{2}\ {\xrightarrow {200^{o}C}}\ 2GdCl_{3}+6CO_{2}}}}

## Физические свойства
Хлорид гадолиния(III) образует бесцветные кристаллы
гексагональной сингонии,
параметры ячейки a = 0,7363 нм, c = 0,4105 нм, Z = 2.
Хорошо растворяется в воде.
Образует кристаллогидрат состава GdCl3•6H2O.

## Химические свойства
- Безводную соль получают нагреванием в азотной атмосфере кристаллогидрата в присутствии хлорида аммония для предотвращения гидролиза:

{\displaystyle {\mathsf {GdCl_{3}\cdot 6H_{2}O\ {\xrightarrow {200-400^{o}C,NH_{4}Cl}}\ GdCl_{3}+6H_{2}O}}}
- При нагревании чистого кристаллогидрата, он подвергается гидролизу:

{\displaystyle {\mathsf {GdCl_{3}\cdot 6H_{2}O\ {\xrightarrow {200^{o}C}}\ GdOCl+2HCl+5H_{2}O}}}